# Glenea sexnotata
Glenea sexnotata é uma espécie de escaravelho longo cornudo encontrado no Ghats Ocidental da Índia.